# Station Kraśnik Fabryczny
Station Kraśnik Fabryczny is een spoorwegstation in de Poolse plaats Kraśnik.